# Водонос
Водоно́с (также водово́з, продаве́ц воды́) — профессия, существовавшая до появления централизованного водоснабжения. Водонос набирал воду в источнике (реке, колодце, из водокачки и т. п.) и разносил или развозил ёмкости с водой по домам. После строительства индивидуального водопровода профессия водоноса становится ненужной и исчезает.
В позднецинском Чэнду водоносами работало около тысячи человек, причём они не только занимались своими непосредственными обязанностями, но ещё и помогали по хозяйству старикам и больным, которые не могли о себе заботиться. Чэндуские водоносы ещё в 1940-х годах ходили босиком, подчёркивая этим, что они заходят глубоко в реку, чтобы набрать самой чистой воды.
Наличие водопровода как такового не уничтожало профессию. Лондонские водоносы, к примеру, продолжали набирать воду из реки до XIV века, несмотря на наличие водопровода. В Санкт-Петербурге в середине XIX века работало 37 водокачек; от них воду в вёдрах по городу распространяли водоносы.

## Статус
Профессия водоноса требует большой физической силы и выносливости, из-за чего считается тяжёлой и преимущественно мужской. Евгений Марков в «Очерках Кавказа» сообщал, что в Тбилиси воду носят персы, отмечая тяжесть этой работы применительно к городу, где источник воды отделён обрывом. Несмотря на это, в Гане воду разносят в основном женщины и дети, зачастую из бедных семей.
Водоносы обычно многочисленны, из-за чего их гильдии зачастую имели большое влияние. Так, в Бухаре в конце XIX века цех водоносов был одним из самых крупных в городе. У него имелось что-то вроде профсоюза: избираемый староста цеха следил за соблюдением правил и защищал интересы всех водоносов, подчиняющихся ему, и контролировал работников, чтобы они, например, не ставили бурдюки на землю.
Древнеегипетские водоносы вдобавок к основной деятельности подрабатывали курьерами, перенося вместе с водой посылки. Они были свободными людьми и могли иметь собственность. В исламских странах, в особенности в Таджикистане, водовозы наряду с дровосеками считались представителями наиболее «чистых» и почитаемых профессий. В западнобенгальском Каримпуре, где существует деление на касты, водоносы являются каминами, т. е. «низшими», в отличие от джаджманов, «высших». Водоносы считаются равными джатам-мусульманам и чамарам. В Гане данная профессия также считается непрестижной, хотя женщин-водоносов уважают за физическую силу.
Профессиональным праздником парижских водоносов (вместе с угольщиками и прачками) считался карнавал Ми-Карем.